# Leptogenys acutirostris
Leptogenys acutirostris es una especie de hormiga del género Leptogenys, subfamilia Ponerinae. Fue descrita por Santschi en 1912.

## Distribución
Es endémica de Madagascar.